# 阿伊鲁诺
阿伊鲁诺（義大利語：Airuno），是意大利莱科省的一个市镇，位于省首府萊科以南11公里处。总面积4平方公里，人口2986人，人口密度746.5人/平方公里（2009年）。国家统计（ISTAT）代码为097002。